# Daryl Boyle
Daryl Boyle (* 24. února 1987 Sparwood) je německý lední hokejista kanadského původu. Je to stříbrný medailista ze Zimních Olympijských her 2018. V sezóně 2019/2020 nastupuje v Německé hokejové lize za tým EHC Red Bull München.

## Hráčská kariéra
Jako junior hrál v Kanadě za různé juniorské týmy. Od roku 2009 hrál za kluby (Norfolk Admirals, Rockford IceHogs, Peoria Rivermen), které hráli v AHL, chvíli hrál i za Alaska Aces, který hraje v ECHL. V roce 2011 podepsal smlouvu s Augsburger Panther, který hraje v DEL. V roce 2014 přestoupil do konkurenčního klubu EHC Red Bull München.
Boyle reprezentoval Německo na Mistrovství světa v ledním hokeji 2016 a na zimních Olympijských hrách 2018, které se konaly v Jižní Koreji kde získal s reprezentací stříbrnou medaili.

## Statistiky

### Seniorská reprezentace
| Turnaj                                 | Místo                     | Z | G | A | B | Umístění | Soupisky          |
| -------------------------------------- | ------------------------- | - | - | - | - | -------- | ----------------- |
| Mistrovství světa v ledním hokeji 2016 | Rusko (Moskva, Petrohrad) | 8 | 0 | 2 | 2 | 7. místo | Soupiska MS 2016  |
| Olympijské hry 2018                    | Jižní Korea (Kangnung)    | 7 | 0 | 1 | 1 | 2. místo | Soupiska ZOH 2018 |
| Celkem na ZOH                          |                           | 7 | 0 | 0 | 1 |          |                   |
| Celkem na MS                           |                           | 8 | 0 | 2 | 2 |          |                   |